# Patrick Allen (gubernator generalny Jamajki)
Patrick Linton Allen (ur. 7 lutego 1951 we Fruitful Vale w Portland) – jamajski profesor i pastor. Gubernator generalny Jamajki od 26 lutego 2009.

## Życiorys
Patrick Allen urodził się w 1951 w rodzinie farmera i gospodyni domowej. Uczęszczał do Fruitful Vale All-Age School w Portland, a następnie do Moneague College w St Ann. W 1985 ukończył studia licencjackie z dziedziny historii i religii na Andrews University w Berrien Springs w Michigan (USA). Rok później zdobył tam tytuł magistra teologii. W 1998 uzyskał na tej uczelni tytuł doktora administracji i nadzoru oświaty.
Patrick Allen w latach 70. XX w. rozpoczął pracę w oświacie, którą kontynuował w trakcie i po zakończeniu studiów. W latach 1972–1976 był nauczycielem w Water Valley All-Age School w St Mary na Jamajce. Od 1976 do 1983 zajmował stanowisko dyrektora szkół Robins Bay All-Age oraz Hillside Primary and Port Maria High School w St Mary. W latach 1991–1993 był profesorem adiunktem na Northern Caribbean University w Manndeville. Od 1993 do 1994 był profesorem-zastępcą w mieście Benton Harbor w Michigan. W latach 1996–1998 pracował jako asystent na Andrews University w USA.
Patrick Allen jest wyznawcą Kościoła Adwentystów Dnia Siódmego. Od 1986 do 1991 wchodził w skład Centralnej Konferencji Jamajki Kościoła Adwentystów Dnia Siódmego. W latach 1990–1993 był dyrektorem ds. edukacji i życia rodzinnego Związku Indii Zachodnich Kościoła Adwentystów Dnia Siódmego. Od 2000 pełni funkcję przewodniczącego Związku Indii Zachodnich Kościoła Adwentystów Dnia Siódmego i opiekuje się 20 wspólnotami kościelnymi.
13 stycznia 2009 Patrick Allen został powołany przez premiera Bruce'a Goldinga na stanowisko gubernatora generalnego Jamajki po tym, jak z funkcji tej postanowił zrezygnować z powodów zdrowotnych Kenneth Hall. Został zaprzysiężony i objął urząd 26 lutego 2009.
Patrick Allen od 1975 jest żonaty z Denise Patricią Beckford, ma troje dzieci: Kurta, Candice i Davida.